# AvCraft Aviation

Das Logo des Herstellers

AvCraft Aviation war ein US-amerikanisches Instandhaltungsunternehmen für Regionalflugzeuge, das die Rechte an der Herstellung und des Kundendienstes für die Flugzeuge Dornier 328 turboprop und Dornier 328 JET innehatte

## Hintergrund
Es hatte diese im Dezember 2002 von den Masseverwaltern der liquidierten Fairchild Dornier GmbH übernommen. Die endgültige Übertragung der Rechte und Patente fand bis September 2003 statt. Avcraft Aviation wollte die Produktion des 328JET in Deutschland wieder aufnehmen, und auch dessen Flügel wieder im Hause herstellen. Dieser war vorher von einer externen Firma gefertigt geworden. Im August 2004 hatte sich Avcraft im Markt der Regionallinien erfolgreich etabliert. Die Teilnahme an der Farnborough Air Show im selben Jahr signalisierte klar die Pläne des Generaldirektors Ben Bartel, Avcraft zu einem Fixpunkt in der Herstellung von Kurzstreckenmaschinen zu machen. Im März 2005 schlitterte die Firma in arge Liquiditätsprobleme. Laut eigenen Angaben hätte eine Fluglinie bestellte und bereits gefertigte Flugzeuge nicht mehr angenommen. Im Juli 2005 wurde Bartel in Deutschland wegen Steuerhinterziehung festgenommen.
Die Produktion und der Verkauf der 328 wurde bis September 2005 aufrechterhalten. 2010 wurde AvCraft durch Indaer International übernommen.